# Mur graniczny opactwa w Krzeszowie
Mur graniczny opactwa w Krzeszowie – historyczny zespół murów ogrodzeniowo-obronnych otaczających teren dawnego opactwa cysterskiego w Krzeszowie, pełniący na przestrzeni wieków funkcje ochronne oraz symboliczno-ideowe. Mimo licznych przekształceń oraz częściowej rozbiórki, mur do dziś stanowi istotny element kompozycyjny i historyczny krajobrazu kulturowego zespołu klasztornego. Obiekt wpisany jest do rejestru zabytków jako integralna część Pomnika Historii.

## Historia
Od początku istnienia opactwa mur pełnił podwójną rolę – praktyczną (obronną) oraz ideową. Oddzielał duchowe centrum klasztoru od świata zewnętrznego, wspierając realizację benedyktyńskiej reguły ora et labora (módl się i pracuj), charakterystycznej dla cystersów. Już w średniowieczu odgrywał rolę ochronną – po zniszczeniach spowodowanych najazdami husyckimi w 1. poł. XV w. (szczególnie w 1426 r.), kompleks klasztorny, w tym zapewne i mur graniczny, został odbudowany. Kościół i klasztor konsekrowano ponownie w 1454 r..

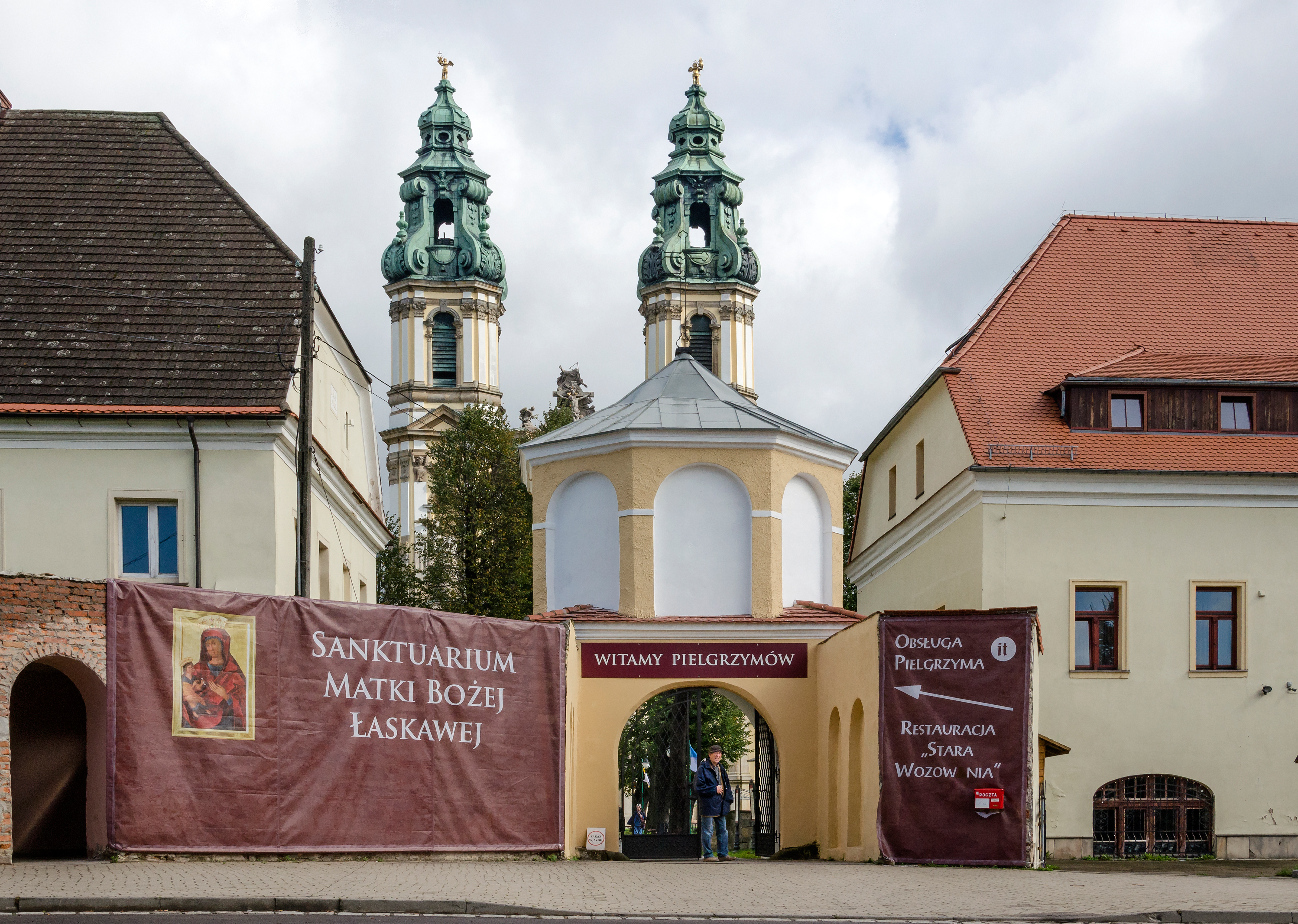
Brama zachodnia opactwa

Pierwsze znane źródło ikonograficzne dokumentujące układ muru pochodzi z ryciny Michaela Willmanna z 1678 r.. Wyznacza ona pierwotne granice klasztoru: od północy i zachodu biegły one wzdłuż dróg do Kamiennej Góry i Chełmska Śląskiego, a od południa ograniczała je rzeka Zadrna. Obszar założenia podzielony był na dwie części: część zachodnią zajmował klasztor właściwy claustrum, a część wschodnią – folwark wraz z ogrodem użytkowym.
Mur, w formie czworoboku z prostoliniowymi odcinkami, obejmował teren klasztoru i gospodarstwa. Wejście do claustrum prowadziło od zachodu, przez bramę ulokowaną w tym samym miejscu, gdzie znajduje się obecna. Pierwotnie była to budowla jednokondygnacyjna, o jednym przelocie, zwieńczona cebulastym hełmem w stylu nowożytnym. 

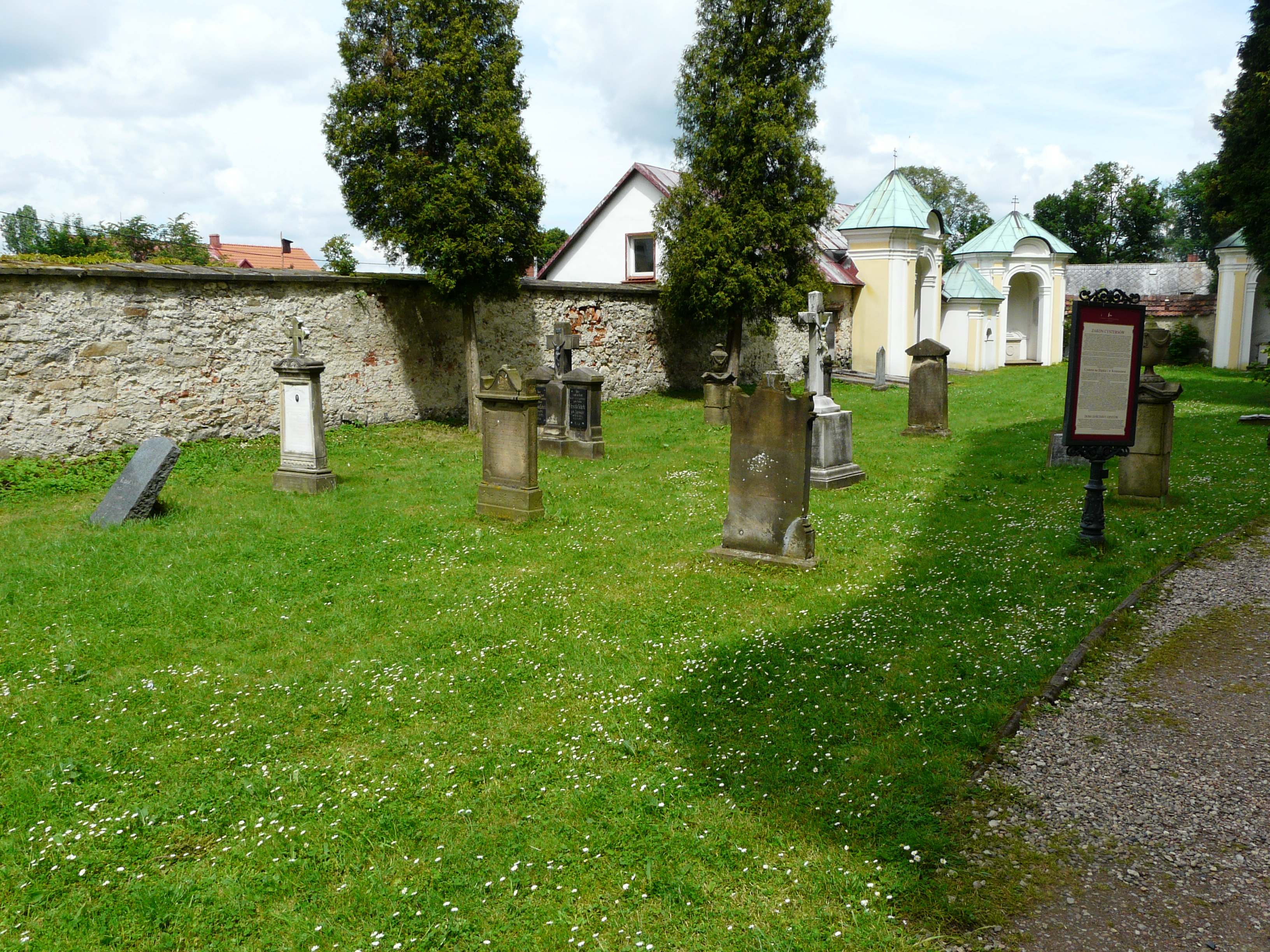
Fragment muru przy cmentarzu klasztornym

W epoce baroku, szczególnie za czasów opata Bernarda Rosy (1660–1696) i jego następcy opata Innocentego Fritscha (1727–1734), opactwo przeszło wielką przebudowę, w wyniku której powstały nowe skrzydła klasztorne, a mur został częściowo przesunięty i przebudowany, zwłaszcza od zachodu. Na nowym, powiększonym obszarze założono barokowy ogród z centralnie umieszczoną fontanną. W murze umieszczono nową, reprezentacyjną bramę, a na jego narożach od północy – kaplice dla pielgrzymów. Przebudowana została również główna brama, którą podwyższono o kondygnację, dodano ośmioboczny człon i ponownie zwieńczono cebulastym hełmem; nad bramą umieszczono kaplicę Świętej Rodziny. 

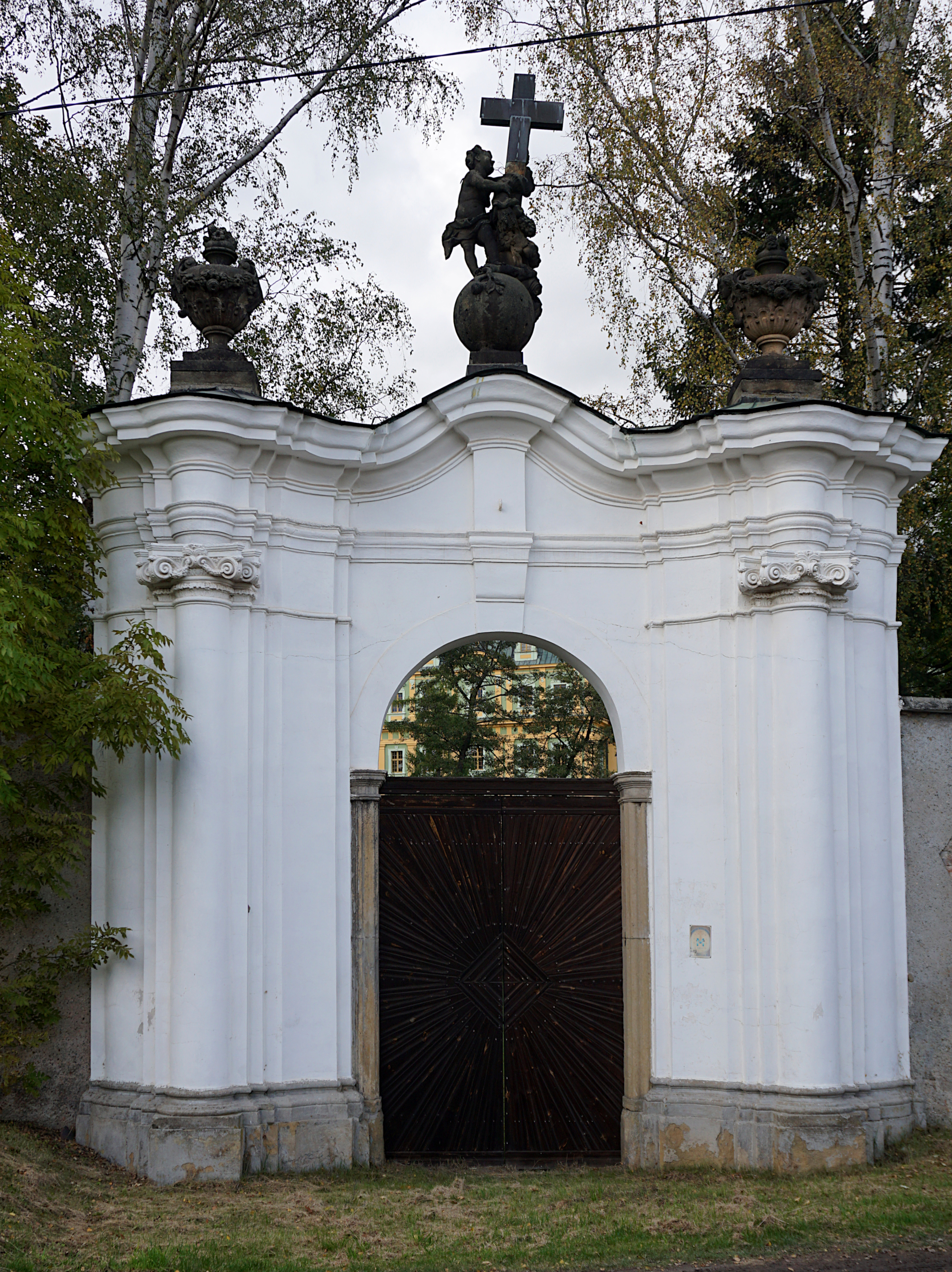
Brama południowa opactwa

Po kasacie klasztoru (1810 r.), nastąpiła stopniowa degradacja zabudowań gospodarczych po wschodniej stronie oraz częściowe rozebranie muru. W XIX w. jego część zastąpiły budynki mieszkalne. W kolejnych dekadach wyburzono dalsze odcinki – m.in. południowy fragment przy bramie głównej oraz północno-wschodni odcinek muru. W drugiej połowie XX w. z powodu złego stanu technicznego część muru została rozebrana. W 2002 r. zlikwidowano XIX-wieczny fragment muru przy domu opata, a w 2003 r. wzniesiono nową północną bramę między domem opata a kościołem św. Józefa.

## Opis architektoniczny

### Lokalizacja
Zespół klasztorny zlokalizowany jest w centrum miejscowości Krzeszów, w Kotlinie Krzeszowskiej, około 8 km na południe od Kamiennej Góry. Mur graniczny otacza teren zabudowań klasztornych, folwarku oraz dawnych ogrodów.

### Materiał i technika wykonania
Mur wykonano z łamanego kamienia, spojonego zaprawą wapienną. Zewnętrzną powierzchnię pokryto tynkiem cementowo-wapiennym z efektem nakrapiania. W niektórych miejscach zastosowano wewnętrzne przypory wzmacniające konstrukcję (m.in. odcinek zachodni). Wewnątrz założenia biegnie dodatkowy mur oddzielający część mieszkalną od gospodarczej, wykonany z kamienia i cegły.

### Układ przestrzenny
Mimo prostokątnego charakteru założenia, mur nie tworzy idealnego czworoboku. Od południa, wzdłuż rzeki Zadrna, biegnie nieregularnie, z odchyleniami względem osi. Wschodni odcinek muru łączy się z budynkami mieszkalnymi i biegnie równolegle do alei lipowej przez ok. 200 m, po czym zakręca ku zachodowi wzdłuż potoku. Północny odcinek kończy się w okolicy kościoła św. Józefa.

### Brama zachodnia (główna)
Zbudowana z kamienia (dolna część) i cegły ceramicznej (górna), tynkowana. Zwieńczona hełmem cebulastym (później namiotowym), z przejazdem sklepionym kolebkowo. W górnej kondygnacji znajdowała się niegdyś kaplica św. Rodziny.

### Brama południowa
Barokowa, tynkowana, z detalami architektonicznymi wykonanymi w tynku wapiennym. Mur w tym miejscu łączył się z zespołem budynków gospodarczych.

### Obecny stan
Do dziś zachowały się fragmenty murów z różnych faz rozwoju opactwa – zarówno barokowe, jak i XIX-wieczne. Najlepiej zachowane są odcinki zachodnie i południowe oraz brama główna. Mur nie posiada obecnie wyraźnych cech stylowych, z wyjątkiem fragmentów barokowych i zmodernizowanych odcinków z XIX w.

## Znaczenie
Mur graniczny krzeszowskiego opactwa jest nie tylko cennym zabytkiem architektury i świadectwem dziejów cystersów na Śląsku, ale także kluczowym elementem organizacji przestrzennej klasztoru. Wpisuje się w tradycję monastyczną oddzielenia przestrzeni duchowej od profanum, tworząc czytelną granicę pomiędzy sacrum a codziennością.